# Życie po śmierci
Życie po śmierci – album polskiego rapera i producenta muzycznego O.S.T.R.-a. Wydawnictwo ukazało się 26 lutego 2016 roku nakładem wytwórni muzycznej Asfalt Records w dystrybucji Warner Music Poland. Materiał został wyprodukowany przez grupę Killing Skills, natomiast za scratche odpowiedzialny był DJ Haem. Gościnnie w nagraniach wzięli udział: Playground Zer0, Sacha Vee, Steve Nash oraz syn rapera pod pseudonimem Ostry Junior I. 

## Wydanie i promocja
26 stycznia 2016 roku raper na stronie stworzonej specjalnie na potrzeby płyty, zapowiedział swój kolejny album pt. Życie po śmierci. 3 lutego 2016 roku wyszedł pierwszy i jedyny singiel z płyty, pt. „We krwi (Since I Saw You)” wraz z teledyskiem. Tego samego dnia ruszyła również przedsprzedaż płyty. W ramach promocji raper udzielił się w audycji „Soul - muzyka duszy” w polskim radiu Trójce, gdzie wypowiedział się na temat płyty. 26 lutego 2016 płyta miała swoją premierę, w edycji specjalnej dostępnej w sklepie wydawnictwa album zawierała dodatkowy nośnik pt. Życie po śmierci (Snap Jazz Edition). Album był umieszczany na liście „20 polskich płyt rapowych, o których będzie głośno w 2016” przez magazyn CGM. 15 sierpnia 2016 roku nagrania ukazały się w sprzedaży na płycie winylowej. 15 stycznia 2016 roku album został udostępniony do sprzedaży w limitowanym nakładzie na kasetach.
Za okładkę i oprawę graficzną albumu odpowiedzialny Grzegorz „Forin” Piwnicki. Okładka została laureatem konkursu na najlepszą jakość wykonania produktu poligraficznego w kategorii produkt informacyjno-reklamowy.
Nagrania promowały teledyski do utworów „We krwi (Since I Saw You)” i "Spowiedź".
Raper ponadto odbył trasę koncertową nazwaną Tour Życie po śmierci odwiedzając m.in. Manchester, Birmingham czy Leeds podczas których zaprezentował nagrania pochodzące z płyty.

## Nagrody i wyróżnienia
Album zadebiutował na 1. miejscu polskiej listy przebojów - OLiS i utrzymując się na niej przez 85 tygodni wyrównał rekord płyty Paktofoniki - Kinematografia w rankingu najdłużej utrzymujących się albumów hip-hopowych na liście. Album również dobił trzy razy numer 1. na liście OLiS, oraz był najlepiej sprzedającym się albumem w lutym, marcu i kwietniu. 23 marca 2016 roku album uzyskał złotą i platynową płytę. 15 czerwca 2016 roku płyta uzyskała status podwójnej platyny. Do końca grudnia 2016 roku płyta sprzedało się 100 tys. sztuk, tym samym album uzyskał status potrójnej platynowej płyty. Płyta była najlepiej sprzedającym się albumem w Polsce 2016 roku. Płyta otrzymała ponadto nominację do Polskiej Rap Płyty Roku 2016 w plebiscycie audycji Polskiego Radia Szczecin - WuDoo oraz branżowego portalu Hip-hop.pl. Materiał uplasował się na 2. miejscu ustępując Tedemu z płytą Keptn'. 7 lutego 2017 roku płyta została nagrodzona Bestsellerem Empiku 2016 w kategorii muzyka polska. Serwis internetowy RapDuma.pl umieścił album na 2. miejscu w Podsumowaniu roku 2016. Nagrania zajęły 5. miejsce na liście czterdziestu najczęściej odtwarzanych polskich albumów w serwisie Tidal. Serwis internetowy RapGenius.com umieścił album na 2. miejscu na liście Top 10 albumów 2016. Płyta wygrała O!Lśnienia 2016 w kategorii Muzyka Popularna. Album zdobył również nagrodę Fryderyka 2017 w kategorii Album roku hip-hop.
Singiel „Spowiedź” został laureatem plebiscytu do Singla roku 2016 w plebiscycie WuDoo i Hip-hop.pl oraz dotarł do 1. miejsca na liście Dycha Sztosów stacji Hip-Hop.tv.

## Lista utworów
Opracowano na podstawie źródła.
1. „Od autora/Prolegomena”
2. „We krwi (Since I Saw You)” (gościnnie: Playground Zer0)
3. „Diagnoza – wprowadzenie”
4. „Diagnoza”
5. „Kto gasi światło?”
6. „Miami – wprowadzenie”
7. „Miami”
8. „Scenariusz sądnych dni”
9. „Spowiedź – wprowadzenie”
10. „Spowiedź” (gościnnie: Sacha Vee)
11. „Życie po śmierci”
12. „Bilans”
13. „Kropla wody – wprowadzenie”
14. „Kropla wody”
15. „Raut”
16. „WudźTangClan – wprowadzenie”
17. „WudźTangClan”
18. „Nie pisz SMS-ów”
19. „Jaki ojciec taki syn – wprowadzenie”
20. „Jaki ojciec taki syn” (gościnnie: Ostry Junior I)
21. „To mój dzień – wprowadzenie”
22. „To mój dzień” (gościnnie: Steve Nash, Sacha Vee)
23. „Epilog”

## Pozycje na listach
| Oficjalna lista sprzedaży OLiS – miesięczny |         |
| Według                                      | Pozycja |
| Luty                                        | 1       |
| Marzec                                      | 1       |
| Kwiecień                                    | 1       |
| Maj                                         | 7       |
| Lipiec                                      | 6       |
| Sierpień                                    | 4       |
| Wrzesień                                    | 4       |

| Oficjalna lista sprzedaży OLiS – podsumowanie |         |
| Według                                        | Pozycja |
| Najlepiej sprzedające się albumy              | 1       |
| Najlepiej sprzedające się Polskie albumy      | 1       |

| Oficjalna lista sprzedaży OLiS – podsumowanie |         |
| Według                                        | Pozycja |
| Najlepiej sprzedające się albumy              | 35      |
| Najlepiej sprzedające się Polskie albumy      | 25      |

## Certyfikat
| Kraj          | Certyfikat       | Sprzedaż |
| ------------- | ---------------- | -------- |
| Polska (ZPAV) | diamentowa płyta | 150 000+ |